# Gastronomia de Nicaragua
La gastronomia nicaragüenca inclou els hàbits culinaris de Nicaragua. És una barreja de les cuines indígena amerindia, espanyola i criolla. Malgrat la barreja i incorporació de la cuina precolombina i la cuina d'influència espanyola, la cuina tradicional difereix a la costa del Pacífic i a la costa del Carib. Mentre que la vedella, l'aviram, les fruites i verdures locals (tomàquet, alvocat, carabassa, fesols, bitxo), la xocolata i el blat de moro, a més de la patata i carns com el porc i el pollastre són els principals productes bàsics de la costa del Pacífic, la cuina de la costa del Carib utilitza marisc i coco, però també peix, iuca, quequisque i fins i tot tortuga.

## Característiques
Com en molts altres països llatinoamericans, el blat de moro és un aliment bàsic i s'hi conrea des de l'època mesoamericana. S'utilitza en molts plats de gran consum, com el nacatamal i l'indio viejo, i és un ingredient per a begudes com el pinolillo i la chicha, així com en dolços i postres com les rosquillas i el tres leches.
El blat de moro també ha estat utilitzat de diferents maneres i amb diferents finalitats pels autòctons, tant alimentàries, religioses o mèdiques, i s'han desenvolupat nombroses tècniques pel que fa al seu processament, elaboració i fermentació.
Altres aliments bàsics són l'arròs i els fesols, tot i que els nicaragüencs no limiten la seva dieta a aquests tres cereals. L'arròs es menja quan no es menja blat de moro, i els fesols es mengen com a proteïna barata per la majoria dels nicaragüencs. És habitual que l'arròs i els fesols es mengin per esmorzar. Hi ha molts àpats que inclouen aquests dos aliments bàsics. Un plat popular, el gallo pinto, se serveix sovint per dinar, de vegades amb ous.
Els ingredients que s'utilitzen habitualment (incloent fruites i verdures) són cacauets, col, pastanagues, remolatxa, carabassa, plàtans, gingebre fresc, ceba, patates, pebrots, jocote, grosella, mimbro, mango, papaia, tamarinde, pipián, pomes, alvocats, iuca i quequisque. Herbes com el coriandre, l'orenga i l'achiote també s'utilitzen a la cuina.
Molts nicaragüencs tenen els seus petits jardins plens de verdures. De tant en tant, s'incorporen flors als seus àpats.

## Algunes especialitats

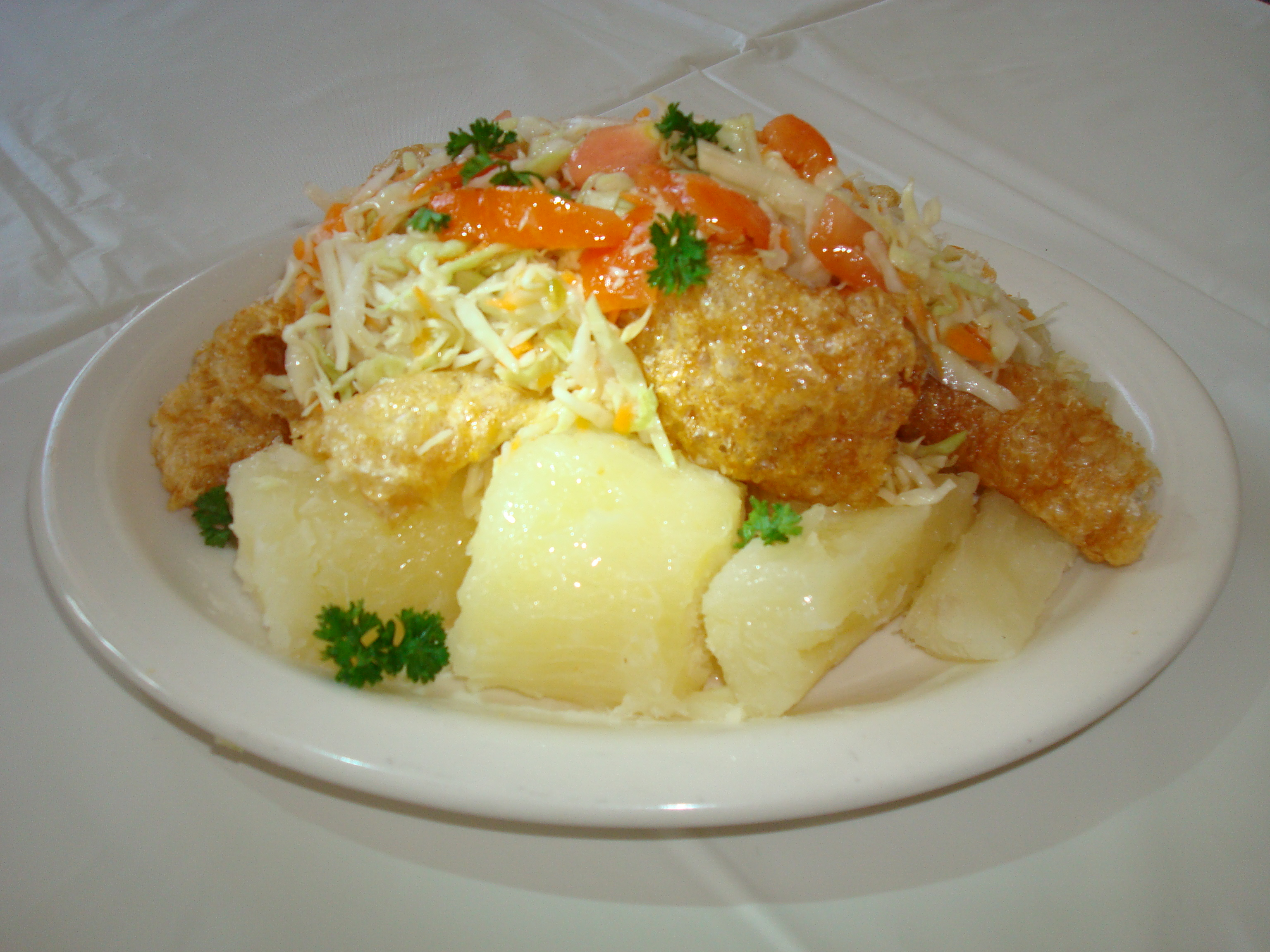
Un plat de vigorón

- Ensalada: col ratllada en vinagre; s'utilitza com a guarnició, de vegades amb pastanaga i remolatxa
- Vigorón: amanida de col (ensalada), iuca bullida i chicharrones (panxeta de porc fregida o llardons fregits), tot embolicat amb una fulla de plàtan.[12][6]
- Gallo pinto: barreja d'arròs fregit i fesols vermells cuits en brou i espècies, que sovint es menja també per esmorzar.[10][13][14] També és típic de Costa Rica.
- Indio viejo: guisat o sopa espessa feta de blat de moro barrejat amb tomàquet, arxiota, ceba, all, carn triturada i herbes,[14] originari dels nicarao que vivien a l'illa d'Ometepe (Llac de Nicaragua)
- Sopa de mondongo: sopa de tripa amb arròs i verdures, que és l'especialitat de Masatepe (Masaya)[6]
- Nacatamal: massa a base de carn, verdures i arròs cuinada embolicada en fulles de plàtan o banana, que es consumeix especialment durant els dies festius.[15][16] És semblant al tamal i l'hallaca veneçolana.[14]
- Quesillo: tortilla de blat de moro gruixuda embolicada al voltant de formatge tou, cebes en vinagre i una salsa de crema agra o formatge líquid i vinagre[14][17]
- Rondón: un guisat fet amb una sopa a base de llet de coco, cuita amb diferents tipus de peix i marisc i diverses verdures i arrels[14]
- Pan de coco: panets enriquits amb coco[10]
- Tres leches: pastís de pa de pessic banyat amb tres tipus de lacti: llet evaporada, llet condensada i nata[18][19] i consumit habitualment en celebracions i festivitats[20]
- Pinolillo: beguda a base de blat de moro torrat mòlt i una petita quantitat de cacau
- Chicha: beguda fermentada (o no) generalment derivada del blat de moro[21]
- Gaubul: beguda a base d'una barreja de plàtan verd (cuit prèviament i triturat amb aigua), llet i aigua de coco, i sucre, típica del Carib nicaragüenc[6]
- Raspados, cons de neu amb cobertura de xarop d'algun sabor tropical, semblant a un granissat[22]